# Cherry Falls (film)

Cherry Falls (Secretele din Cherry Falls) este un film gen comedie de groază din 2000, regizat de Goffrey Wright, cu actorii Brittany Murphy și Michael Biehn.

## Descriere
Cherry Falls este un orășel mic, cu secrete bine ascunse, care ies la iveală când un străin își face apariția și ucide adolescente.

## Distribuție
- Brittany Murphy - Jody Marken
- Michael Biehn - Sheriff Brent Marken
- Jay Mohr - Leonard Marliston
- Jessé Bradford - Rod
- DJ Qualls - Wally
- Candy Clark - Marge Marken
- Amanda Anka - Deputy Mina
- Joe Inscoe - Tom Sisler
- Gabriel Mann - Kenny
- Natalie Ramsey - Sandy
- Bre Blair - Stacey
- Vicky Davis - Heather
- Clementine Ford - Annette Duwald
- Colin Fickes - Dino
- Rant Courthney - Dennis
- Bret McKey - Dylan Roley
- Jonnah Portman - Sharon
- Ben Anderson - băiat de la petrecere

## Premii
- Festivalul de film Sitges pentru cel mai bun regizor - Goffrey Wright